# جيمس أ. جوزيف
جيمس أ. جوزيف (بالفرنسية: James A. Joseph)‏ هو دبلوماسي وفنان أمريكي، ولد في 1935.